# ワタスゲ属

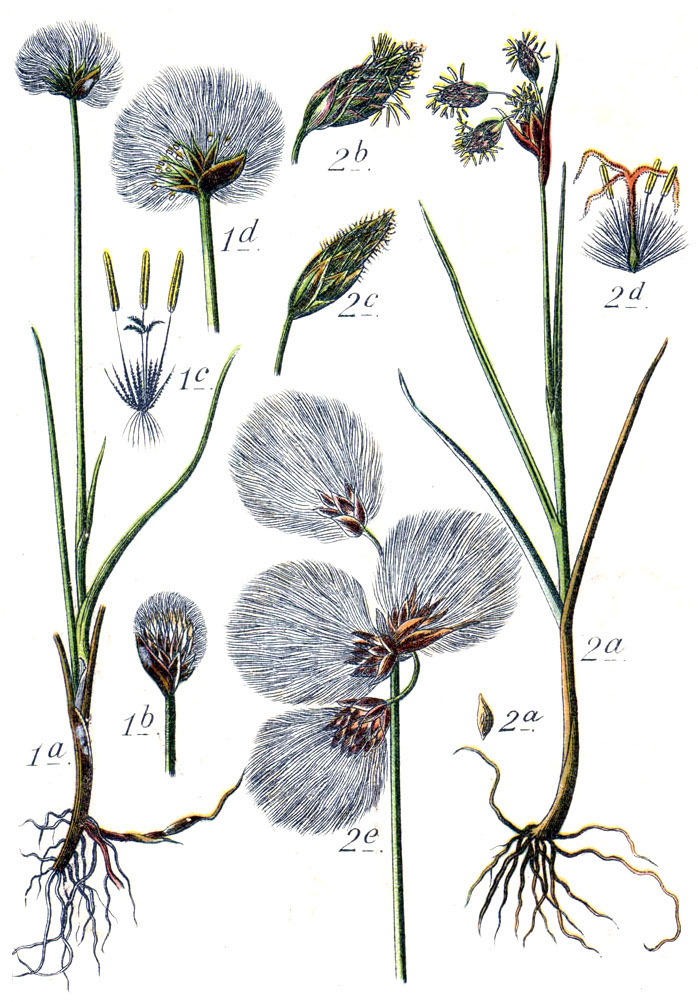
図版
1. E. scheuchzeri
2. E. angustifolium

ワタスゲ属 Eriophorum はカヤツリグサ科の属の1つ。花被片が10以上に細かく分かれ、これが花後に長く伸び出すのが特徴である。

## 特長
地下茎のある多年生草本。匍匐枝を生じて横に這うものもあるが、そうでなく大きな株になるものもある。茎はまっすぐに立ち、節があり、断面は3稜形か円形。根出葉は細長く、途中の節から出る茎葉は時に葉鞘のみに退化し、葉舌がある。
花序は1個ないし数個の小穂からなり、総苞片は1個から数個で鱗片状か葉状。小穂の鱗片は多数あってらせん状に配列し、最下の鱗片にはその内側に花を持たない。花は両性を供え、雄蘂は1-3個、雌しべの柱頭は細くて3つに分かれ、その基部は滑らかに子房に繋がり、間は膨らまない。花被片は10-25もあって果実が熟した時期までしっかり残り、滑らかで細く、普通は白くて、これが鱗片から長く突き出してよく目立つ。ただしこれが赤褐色になる種もある。果実の断面は3稜形で、その上の方がざらつくものもある。
なお、花被片は本来は6が標準であり、他の属では6かそれ以下であるものが多い。本属が遙かに多いのはそれが複数に分裂した結果と見ることが出来る。
学名はギリシャ語の「軟毛」と「有する」を合わせたものである。

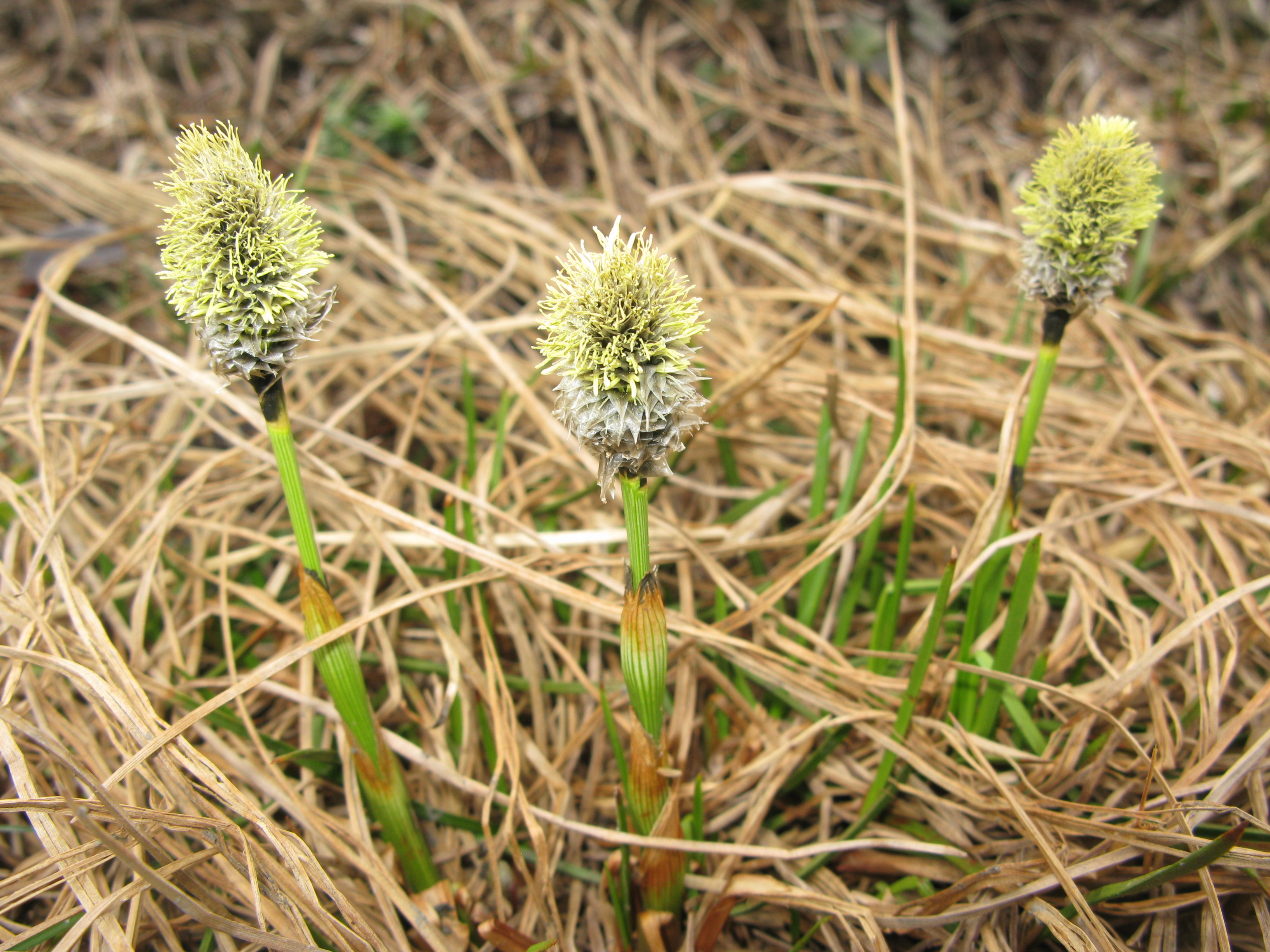
開花時の姿 ワタスゲ
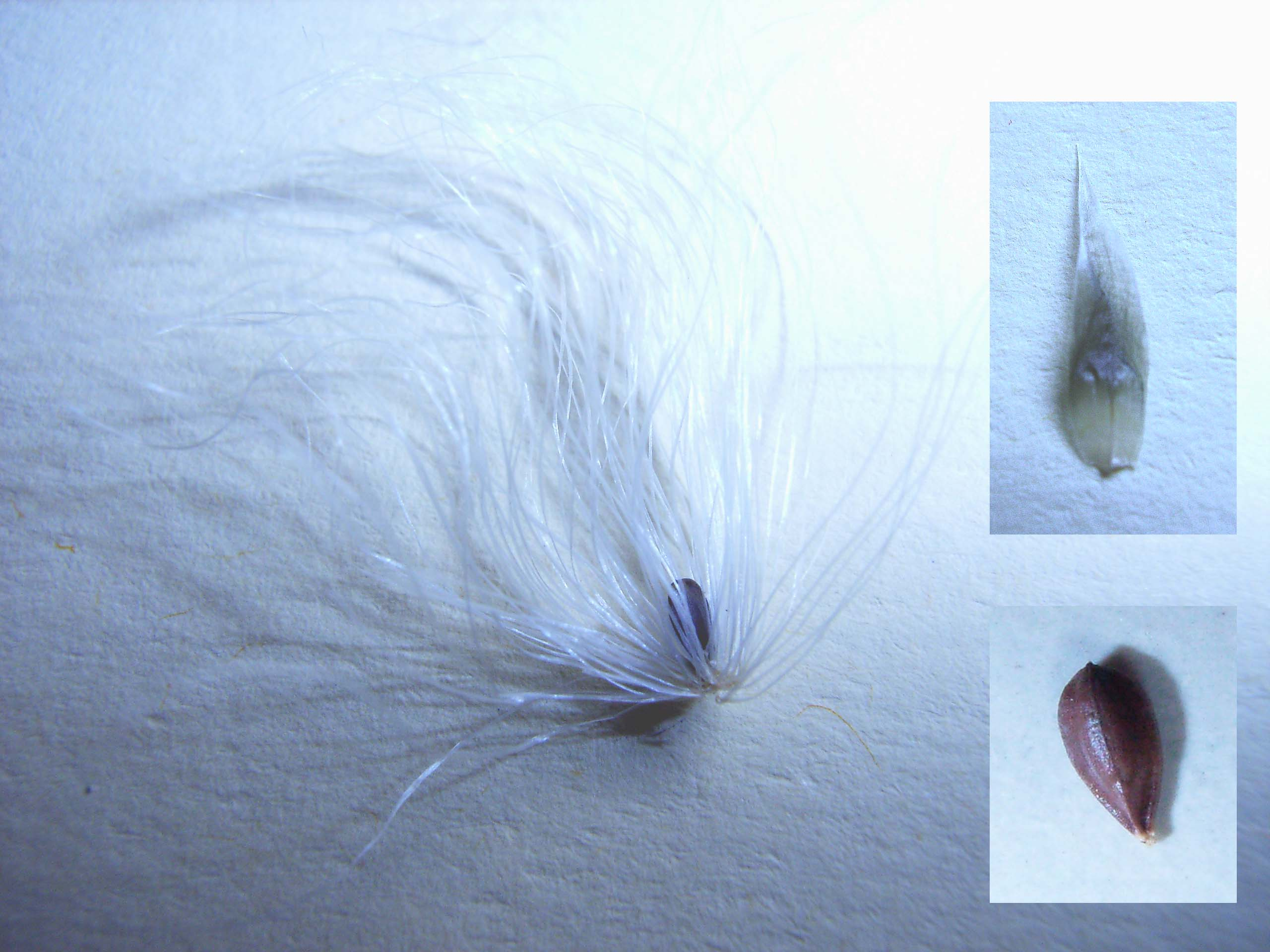
成熟した果実と綿毛状の花被片 同

## 分布と種
北半球の寒帯から亜寒帯にかけて分布し、18-25種が知られる。普通は湿地に生える。

## 分類
ヒメワタスゲ属 Trichophorum は本属に似ているが、白くて長く伸びる花被片が6かそれ以下である。
日本では以下の種が知られている。
- Eriophorum：ワタスゲ属
  - E. gracile：サギスゲ
  - E. scheuchzeri：（チシマワタスゲ・日本には産しない）
    - var. tenuifolium：エゾワタスゲ

  - E. vaginatum：ワタスゲ